# Atylostoma simillimum
Atylostoma simillimum là một loài ruồi trong họ Tachinidae.